# Battlefield 4
Battlefield 4 is een first-person shooter, ontwikkeld door DICE en uitgegeven door Electronic Arts. Het spel kwam op 29 oktober 2013 uit voor Microsoft Windows, PlayStation 3 en Xbox 360 in Noord-Amerika, op 31 oktober in Japan en op 1 november in Europa. Op 15 en 29 november 2013 kwam het spel in Noord-Amerika en Europa uit voor de PlayStation 4. De Xbox One-versie kwam ook uit in november van datzelfde jaar.

## Gameplay
Battlefield 4 heeft qua gameplay veel gelijkenissen met zijn voorganger, echter zijn er in zowel de single- als multiplayermodus veel nieuwe en gewijzigde elementen.

### Levolution
De grootste verandering die Battlefield 4 met zich meebrengt is Levolution. Dit houdt voor het grootste gedeelte in dat spelers gebeurtenissen in gang kunnen zetten die de speelervaring drastisch veranderen. Een voorbeeld hiervan is de wolkenkrabber in Siege of Shanghai die door spelers kan worden neergehaald, door de vier steunpilaren kapot te maken. Maar Levolution kan ook op kleinere schaal voorkomen, zoals een brandblusser kapotschieten die het zicht belemmert, de stroom in een gebouw afsluiten of een barricade op een brug maken waardoor tanks van de tegenstander niet kunnen oversteken.

### Watergevechten
Naast landgevechten met tanks en luchtgevechten met vliegtuigen, is het in Battlefield 4 ook mogelijk om op het water te vechten. Zwaar gepantserde boten met kanonnen en machinegeweren kunnen het nu opnemen tegen tanks, helikopters, straaljagers en natuurlijk met andere boten. Het is ook mogelijk om per jetski de boot te verlaten. Je kunt nu ook tijdens het zwemmen je secundaire wapen en je mes gebruiken.

### Commander-modus
De commander-modus, bekend van Battlefield 2 en Battlefield 2142 maar afwezig in latere versies, is weer terug in Battlefield 4. De commander (commandant) heeft via satelliet een totaaloverzicht van het slagveld. Hij kan soldaten in het veld aanwijzingen geven, een raket afvuren, een UAV in de lucht sturen om tegenstanders te spotten, munitie droppen, enz. Deze dingen zijn aan een bepaalde vlag gekoppeld en dus alleen te gebruiken als een teamgenoot die vlag heeft veroverd. De commander-modus was tot augustus 2015 ook speelbaar op een tablet.

### Next-gen
Met de komst van nieuwe consoles zijn er veel dingen veranderd in de gameplay. Zo is het mogelijk om op de achtste generatie consoles, 64-spelers gevechten uit te voeren. Iets wat tot op heden alleen op pc kon. Ook draait de game op 60 fps, maar de resolutie is ter comepensatie bijgesteld naar 720p.

## Ontvangst
| Recensiescore   | Recensiescore |
| Publicist       | Score         |
| --------------- | ------------- |
| Eurogamer       | 8,0           |
| Game Informer   | 8,8           |
| GameSpot        | 8,0           |
| IGN             | 8,5           |
| PC Gamer (VS)   | 8,4           |
| Power Unlimited | 8,8           |

Battlefield 4 werd over het algemeen goed ontvangen. Desondanks uitten veel recensenten kritiek op de singleplayermodus van het spel. Zo noemde IGN de meerspelersstand excellent en goed uitgewerkt, maar vond de singleplayer "teleurstellend, maar het werkt en kiest de bekende weg met overweldigende actie en opmerkelijk spektakel".

## Premium
Battlefield 4 heeft een premiumdienst. Als een speler lid is van deze dienst krijgt hij alle uitbreidingen vroeger en gratis, in tegenstelling tot een persoon zonder premium. DICE heeft ook beloofd dat er elke week nieuwe inhoud wordt toegevoegd. Wat dit precies is, is nog niet bekend, maar dit zullen hoogstwaarschijnlijk dingen zijn als dogtags, bureaubladachtergronden, camouflages en dergelijke.